# 马蒂亚斯·克里斯蒂安森
马蒂亚斯·克里斯蒂安森（丹麥語：Mathias Christiansen，1994年2月20日—），丹麥男子羽毛球運動員。

## 簡歷
2013年3月，马蒂亚斯·克里斯蒂安森代表丹麥參加土耳其安卡拉舉行的歐洲青年羽毛球錦標賽，與大卫·道嘉德合作拿得男子雙打亞軍；同年5月，二人又在丹麥國際賽打進四強。
2014年，克里斯蒂安森與道嘉德的組合在不同的國際賽事取得成功，先後贏得克羅地亞國際賽、希臘國際賽、比利時國際賽和蘇格蘭大獎賽男子雙打冠軍，他們的世界排名亦在年內首次躋身頭50位（2014年12月11日）。克里斯蒂安森在年底亦開始與莉娜·格雷巴克搭檔混合雙打，曾在愛爾蘭公開賽打進四強。

## 主要比賽成績
只列出曾進入準決賽的國際賽事成績：
| 年份   | 賽事                       | 公開賽級別 | 項目     | 拍檔              | 成績   |
| ------ | -------------------------- | ---------- | -------- | ----------------- | ------ |
| 2013年 | 歐洲青年羽毛球錦標賽       | 其他       | 混合團體 | －                | 冠軍   |
| 2013年 | 歐洲青年羽毛球錦標賽       | 其他       | 男子雙打 | 大卫·道嘉德       | 亞軍   |
| 2013年 | 丹麥羽毛球國際賽           | 國際挑戰賽 | 男子雙打 | 大卫·道嘉德       | 準決賽 |
| 2014年 | 芬蘭羽毛球公開賽           | 國際挑戰賽 | 男子雙打 | 大卫·道嘉德       | 準決賽 |
| 2014年 | 克羅地亞羽毛球國際賽       | 國際系列賽 | 男子雙打 | 大卫·道嘉德       | 冠軍   |
| 2014年 | 希臘羽毛球國際賽           | 國際系列賽 | 男子雙打 | 大卫·道嘉德       | 冠軍   |
| 2014年 | 比利時羽毛球國際賽         | 國際挑戰賽 | 男子雙打 | 大卫·道嘉德       | 冠軍   |
| 2014年 | 蘇格蘭羽毛球大獎賽         | 大獎賽     | 男子雙打 | 大卫·道嘉德       | 冠軍   |
| 2014年 | 愛爾蘭羽毛球公開賽         | 國際挑戰賽 | 混合雙打 | 莉娜·格雷巴克     | 準決賽 |
| 2015年 | 瑞典羽毛球大師賽           | 國際挑戰賽 | 混合雙打 | 莉娜·格雷巴克     | 準決賽 |
| 2015年 | 奧爾良羽毛球國際挑戰賽     | 國際挑戰賽 | 男子雙打 | 大卫·道嘉德       | 準決賽 |
| 2015年 | 奧爾良羽毛球國際挑戰賽     | 國際挑戰賽 | 混合雙打 | 莉娜·格雷巴克     | 冠軍   |
| 2015年 | 芬蘭羽毛球公開賽           | 國際挑戰賽 | 男子雙打 | 大卫·道嘉德       | 亞軍   |
| 2015年 | 比利時羽毛球國際賽         | 國際挑戰賽 | 男子雙打 | 大卫·道嘉德       | 準決賽 |
| 2015年 | 愛爾蘭羽毛球公開賽         | 國際挑戰賽 | 男子雙打 | 大卫·道嘉德       | 準決賽 |
| 2015年 | 愛爾蘭羽毛球公開賽         | 國際挑戰賽 | 混合雙打 | 莉娜·格雷巴克     | 冠軍   |
| 2015年 | 意大利羽毛球國際賽         | 國際挑戰賽 | 男子雙打 | 大卫·道嘉德       | 亞軍   |
| 2016年 | 瑞典羽毛球大師賽           | 國際挑戰賽 | 男子雙打 | 大卫·道嘉德       | 冠軍   |
| 2016年 | 瑞典羽毛球大師賽           | 國際挑戰賽 | 混合雙打 | 莉娜·格雷巴克     | 亞軍   |
| 2016年 | 歐洲男子羽毛球團體錦標賽   | 其他       | 男子團體 | －                | 冠軍   |
| 2016年 | 奧地利羽毛球公開賽         | 國際挑戰賽 | 混合雙打 | 莉娜·格雷巴克     | 冠軍   |
| 2016年 | 瑞士羽毛球黃金大獎賽       | 黃金大獎賽 | 男子雙打 | 大卫·道嘉德       | 準決賽 |
| 2016年 | 奧爾良羽毛球國際挑戰賽     | 國際挑戰賽 | 混合雙打 | 莉娜·格雷巴克     | 冠軍   |
| 2016年 | 芬蘭羽毛球公開賽           | 國際挑戰賽 | 男子雙打 | 大卫·道嘉德       | 冠軍   |
| 2016年 | 芬蘭羽毛球公開賽           | 國際挑戰賽 | 混合雙打 | 莉娜·格雷巴克     | 冠軍   |
| 2016年 | 歐洲羽毛球錦標賽           | 其他       | 混合雙打 | 莉娜·格雷巴克     | 季軍   |
| 2016年 | 湯姆斯盃                   | 其他       | 男子團體 | －                | 冠軍   |
| 2016年 | 西班牙羽毛球國際賽         | 國際挑戰賽 | 男子雙打 | 大卫·道嘉德       | 亞軍   |
| 2016年 | 荷蘭羽毛球大獎賽           | 大獎賽     | 男子雙打 | 大衛·道嘉德       | 亞軍   |
| 2016年 | 荷蘭羽毛球大獎賽           | 大獎賽     | 混合雙打 | 萨拉·蒂格森       | 冠軍   |
| 2016年 | 蘇格蘭羽毛球大獎賽         | 大獎賽     | 男子雙打 | 大衛·道嘉德       | 冠軍   |
| 2016年 | 蘇格蘭羽毛球大獎賽         | 大獎賽     | 混合雙打 | 萨拉·蒂格森       | 準決賽 |
| 2016年 | 愛爾蘭羽毛球公開賽         | 國際挑戰賽 | 混合雙打 | 萨拉·蒂格森       | 冠軍   |
| 2017年 | 印度羽毛球黃金大獎賽       | 黃金大獎賽 | 混合雙打 | 萨拉·蒂格森       | 準決賽 |
| 2017年 | 歐洲羽毛球混合團體錦標賽   | 其他       | 混合團體 | －                | 冠軍   |
| 2017年 | 歐洲羽毛球錦標賽           | 其他       | 男子雙打 | 大卫·道嘉德       | 季軍   |
| 2017年 | 法國羽毛球超級賽           | 超級賽     | 混合雙打 | 克里斯汀娜·彼德森 | 準決賽 |
| 2017年 | 碧特博格羽毛球黃金大獎賽   | 黃金大獎賽 | 男子雙打 | 大卫·道嘉德       | 準決賽 |
| 2017年 | 中國羽毛球首要超級賽       | 首要超級賽 | 混合雙打 | 克里斯汀娜·彼德森 | 亞軍   |
| 2017年 | 香港羽毛球超級賽           | 超級賽     | 混合雙打 | 克里斯汀娜·彼德森 | 亞軍   |
| 2018年 | 印度羽毛球公開賽           | 超級500賽  | 混合雙打 | 克里斯汀娜·彼德森 | 冠軍   |
| 2018年 | 歐洲羽毛球男女子團體錦標賽 | 其他       | 男子團體 | －                | 冠軍   |
| 2018年 | 全英羽毛球公開賽           | 超級1000賽 | 混合雙打 | 克里斯汀娜·彼德森 | 準決賽 |
| 2018年 | 歐洲羽毛球錦標賽           | 其他       | 混合雙打 | 克里斯汀娜·彼德森 | 亞軍   |
| 2018年 | 湯姆斯盃                   | 其他       | 男子團體 | －                | 季軍   |
| 2018年 | 韓國羽毛球公開賽           | 超級500賽  | 混合雙打 | 克里斯汀娜·彼德森 | 亞軍   |
| 2019年 | 歐洲羽毛球混合團體錦標賽   | 其他       | 混合團體 | －                | 冠軍   |
| 2019年 | 海得拉巴羽毛球公開賽       | 超級100賽  | 混合雙打 | 亞歷山德拉·博爾   | 準決賽 |
| 2019年 | 荷蘭羽毛球公開賽           | 超級100賽  | 混合雙打 | 亞歷山德拉·博爾   | 準決賽 |
| 2019年 | 杜拜羽毛球國際挑戰賽       | 國際挑戰賽 | 混合雙打 | 亞歷山德拉·博爾   | 準決賽 |
| 2019年 | 匈牙利羽毛球國際賽         | 國際挑戰賽 | 男子雙打 | 大卫·道嘉德       | 準決賽 |
| 2019年 | 匈牙利羽毛球國際賽         | 國際挑戰賽 | 混合雙打 | 亞歷山德拉·博爾   | 亞軍   |
| 2019年 | 愛爾蘭羽毛球公開賽         | 國際挑戰賽 | 混合雙打 | 亞歷山德拉·博爾   | 冠軍   |
| 2019年 | 蘇格蘭羽毛球公開賽         | 國際挑戰賽 | 混合雙打 | 亞歷山德拉·博爾   | 冠軍   |
| 2020年 | 薩洛盧羽毛球公開賽         | 超級100賽  | 混合雙打 | 亞歷山德拉·博爾   | 冠軍   |
| 2021年 | 歐洲羽毛球混合團體錦標賽   | 其他       | 混合團體 | －                | 冠軍   |
| 2021年 | 瑞士羽毛球公開賽           | 超級300賽  | 混合雙打 | 亞歷山德拉·博爾   | 亞軍   |
| 2021年 | 奧爾良羽毛球大師賽         | 超級100賽  | 混合雙打 | 亚历山德拉·博尔   | 冠軍   |
| 2021年 | 歐洲羽毛球錦標賽           | 其他       | 混合雙打 | 亚历山德拉·博尔   | 季軍   |
| 2021年 | 湯姆斯盃                   | 其他       | 男子團體 | －                | 季軍   |
| 2021年 | 法國羽毛球公開賽           | 超級750賽  | 混合雙打 | 亚历山德拉·博尔   | 亞軍   |
| 2021年 | 印尼羽毛球公開賽           | 超級1000賽 | 混合雙打 | 亚历山德拉·博尔   | 準決賽 |
| 2022年 | 湯姆斯盃                   | 其他       | 男子團體 | －                | 季軍   |
| 2022年 | 馬來西亞羽毛球公開賽       | 超級750賽  | 混合雙打 | 亚历山德拉·博尔   | 準決賽 |
| 2023年 | 歐洲羽毛球混合團體錦標賽   | 其他       | 混合團體 | －                | 冠軍   |
| 2023年 | 西班牙馬德里羽毛球大師賽   | 超級300賽  | 混合雙打 | 亚历山德拉·博尔   | 冠軍   |
| 2023年 | 泰國羽毛球公開賽           | 超級500賽  | 混合雙打 | 亞歷山德拉·博爾   | 準決賽 |
| 2023年 | 新加坡羽毛球公開賽         | 超級750賽  | 混合雙打 | 亞歷山德拉·博爾   | 冠軍   |
| 2023年 | 歐洲運動會羽毛球比賽       | 其他       | 混合雙打 | 亞歷山德拉·博爾   | 銅牌   |
| 2023年 | 丹麥羽毛球公開賽           | 超級750賽  | 混合雙打 | 亞歷山德拉·博爾   | 準決賽 |
| 2023年 | 海洛羽毛球公開賽           | 超級300賽  | 混合雙打 | 亞歷山德拉·博爾   | 準決賽 |
| 2024年 | 歐洲羽毛球錦標賽           | 其他       | 混合雙打 | 亞歷山德拉·博爾   | 亞軍   |
| 2024年 | 馬來西亞羽毛球大師賽       | 超級500賽  | 混合雙打 | 亞歷山德拉·博爾   | 準決賽 |
| 2024年 | 加拿大羽毛球公開賽         | 超級500賽  | 混合雙打 | 亞歷山德拉·博爾   | 亞軍   |
| 2025年 | 澳門羽毛球公開賽           | 超級300賽  | 混合雙打 | 亞歷山德拉·博爾   | 冠軍   |

| 2007-2017年 | 首要超級賽 | 超級賽 | 黃金大獎賽 | 大獎賽 | 國際挑戰賽 | 國際系列賽 | 未來系列賽 | 其他 |

| 2018-2026年 | 總決賽 | 超級1000賽 | 超級750賽 | 超級500賽 | 超級300賽 | 超級100賽 | 國際挑戰賽 | 國際系列賽 | 未來系列賽 | 其他 |

### 世界冠軍頭銜
马蒂亚斯·克里斯蒂安森在羽毛球生涯中共奪得 1 項羽毛球世界冠軍頭銜。
| 賽事     | 奪冠次數 | 年份               |
| -------- | -------- | ------------------ |
| 湯姆斯盃 | 1        | 2016年（男子團體） |
| 總計     | 1        |                    |

### 奧運會和世錦賽參賽紀錄
|          | 搭檔              | 2017 | 2018 | 2020       | 2021 | 2022 | 2023 | 2024        |
| -------- | ----------------- | ---- | ---- | ---------- | ---- | ---- | ---- | ----------- |
| 男子雙打 | 大卫·道嘉德       | 16強 | －   | －         | －   | －   | －   | －          |
|          |                   |      |      |            |      |      |      |             |
| 混合雙打 | 萨拉·蒂格森       | 16強 | －   | －         | －   | －   | －   | －          |
| 混合雙打 | 克里斯汀娜·彼德森 | －   | 8強  | －         | －   | －   | －   | －          |
| 混合雙打 | 亚历山德拉·博尔   | －   | －   | 小組第三名 | 16強 | 32強 | 8強  | 小組第四名1 |

- ^  注解1：退賽